# Гнездовка (растение)
Гнездо́вка, или Неоттия (лат. Neottia) — род однодольных растений семейства Орхидные (Orchidaceae). Первое действительное описание рода было опубликовано в 1754 году Жаном-Этьеном Геттаром.
Имеет большое количество синонимичных названий. В частности, та́йники (лат. Listera), до недавнего времени считавшиеся отдельным родом орхидных, к настоящему моменту признаются входящими в состав рода Гнездовка.

## Распространение, общая характеристика
Встречаются от умеренных и субарктических районов Северного полушария (север и восток Азии, Европа, Северная Америка) до северо-запада Африки.
Многолетние травянистые растения. Листорасположение очерёдное. Листья простые, с гладким краем. Цветки с шестью лепестками; околоцветник зигоморфный. Плод — коробочка.
Четырнадцать видов, среди которых типовой вид Гнездовка настоящая (Neottia nidus-avis), практически неспособны к образованию органических веществ на свету (фотосинтез), в связи с чем полностью зависимы от микоризного контакта с грибами (так называемая микотрофия). Благодаря таким симбиотическим отношениям гнездовки способны расти даже в тёмных лесах.

## Значение
Ряд представителей рода выращиваются как декоративные растения.

## Систематика

### Синонимы
В синонимику рода входят следующие названия:
- Listera R.Br., 1813, nom. cons.
- Nidus Riv., 1764
- Nidus-avis [Tourn.] Ortega, 1773
- Bifolium [Petiver] Nieuwl., 1913, nom. illeg.
- Cardiophyllum Ehrh., 1789
- Epipactis Pers., 1807, nom. illeg.
- Diphryllum Raf., 1808, nom. rej.
- Neottidium Schltdl., 1823
- Distomaea Spenn., 1825
- Pollinirhiza Dulac, 1867
- Holopogon Kom. & Nevski, 1935
- Archineottia S.C.Chen, 1979
- Diplandrorchis S.C.Chen, 1979

### Виды
По информации базы данных The Plant List, род включает 64 вида:
- Neottia acuminata Schltr.
- Neottia alternifolia (King & Pantl.) Szlach.
- Neottia auriculata (Wiegand) Szlach.
- Neottia bambusetorum (Hand.-Mazz.) Szlach.
- Neottia banksiana (Lindl.) Rchb.f.
- Neottia biflora (Schltr.) Szlach.
- Neottia bifolia (Raf.) Baumbach
- Neottia borealis (Morong) Szlach.
- Neottia brevicaulis (King & Pantl.) Szlach.
- Neottia brevilabris Tang & F.T.Wang
- Neottia camtschatea (L.) Rchb.f.
- Neottia chenii S.W.Gale & P.J.Cribb
- Neottia convallarioides (Sw.) Rich. — Тайник ландышевидный
- Neottia cordata (L.) Rich. — Тайник сердцевидный
- Neottia dentata (King & Pantl.) Szlach.
- Neottia divaricata (Panigrahi & P.Taylor) Szlach.
- Neottia fangii (Tang & F.T.Wang ex S.C.Chen & G.H.Zhu) S.C.Chen, S.W.Gale & P.J.Cribb
- Neottia flabellata (W.W.Sm.) Szlach.
- Neottia formosana S.C.Chen, S.W.Gale & P.J.Cribb
- Neottia furusei T.Yukawa & Yagame
- Neottia gaudissartii Hand.-Mazz.
- Neottia inagakii Yagame, Katsuy. & T.Yukawa
- Neottia inayatii (Duthie) Schltr.
- Neottia japonica (Blume) Szlach.
- Neottia karoana Szlach.
- Neottia kiusiana T.Hashim. & S.Hatus.
- Neottia kuanshanensis H.J.Su
- Neottia listeroides Lindl.
- Neottia longicaulis (King & Pantl.) Szlach.
- Neottia mackinnonii Deva & H.B.Naithani
- Neottia makinoana (Ohwi) Szlach.
- Neottia megalochila S.C.Chen
- Neottia meifongensis (H.J.Su & C.Y.Hu) T.C.Hsu & S.W.Chung
- Neottia microglottis (Duthie) Schltr.
- Neottia microphylla (S.C.Chen & Y.B.Luo) S.C.Chen, S.W.Gale & P.J.Cribb
- Neottia morrisonicola (Hayata) Szlach.
- Neottia mucronata (Panigrahi & J.J.Wood) Szlach.
- Neottia nanchuanica (S.C.Chen) Szlach.
- Neottia nandadeviensis (Hajra) Szlach.
- Neottia nankomontana (Fukuy.) Szlach.
- Neottia nepalensis (N.P.Balakr.) Szlach.
- Neottia nidus-avis (L.) Rich. — Гнездовка настоящая
- Neottia nipponica (Makino) Szlach.
- Neottia oblata (S.C.Chen) Szlach.
- Neottia ovata (L.) Bluff & Fingerh.
- Neottia pantlingii (W.W.Sm.) Tang & F.T.Wang
- Neottia papilligera Schltr.
- Neottia pinetorum (Lindl.) Szlach.
- Neottia pseudonipponica (Fukuy.) Szlach.
- Neottia puberula (Maxim.) Szlach.
- Neottia smallii (Wiegand) Szlach.
- Neottia smithiana Schltr.
- Neottia smithii (Schltr.) Szlach.
- Neottia suzukii (Masam.) Szlach.
- Neottia taibaishanensis P.H.Yang & K.Y.Lang
- Neottia taizanensis (Fukuy.) Szlach.
- Neottia tenii Schltr.
- Neottia tenuis (Lindl.) Szlach.
- Neottia tianschanica (Grubov) Szlach.
- Neottia unguiculata (W.W.Sm.) Szlach.
- Neottia ussuriensis (Kom. & Nevski) Soó
- Neottia × veltmanii (Case) Baumbach
- Neottia wardii (Rolfe) Szlach.
- Neottia yunnanensis (S.C.Chen) Szlach.